# Igors Stepanovs
Igors Stepanovs (né le 21 janvier 1976 à Ogre) est un footballeur letton. Il joue notamment au poste de défenseur.

## Biographie

### En club
Il commença sa carrière au Skonto Riga, puis joua à Arsenal (il ne fut jamais un titulaire régulier), à Beveren (Belgique), au Grasshopper Zurich (Suisse) et au FK Jurmala (Lettonie).
Le 26 janvier 2007, il signa gratuitement avec le club de première ligue danoise, Esbjerg fB. Son contrat se termine à l'été 2009.

### En sélection
En avril 2007, il avait joué 92 rencontres internationales et marqué 3 buts pour l'équipe de Lettonie. Il a commencé à être sélectionné en 1995 et a joué l'Euro 2004.

## Palmarès
- Champion de Lettonie en 1993, 1996, 1997, 1998, 1999 et 2000 avec le Skonto Riga
- Vainqueur de la Coupe de Lettonie en 1997, 1998 et 2000 avec le Skonto Riga
- Finaliste de la Coupe de Belgique en 2004 avec le KSK Beveren